# Olgania excavata
Olgania excavata is een spinnensoort in de taxonomische indeling van de Micropholcommatidae.
Het dier behoort tot het geslacht Olgania. De wetenschappelijke naam van de soort werd voor het eerst geldig gepubliceerd in 1979 door V. V. Hickman.